# Ibrahima Sonko
Ibrahima Sonko (Bignona, 22 gennaio 1981) è un ex calciatore senegalese, difensore.

## Biografia
È il cugino dell'ex calciatore Bacary Sagna.

## Palmarès

### Club

#### Competizioni nazionali
- Football League Championship: 1

Reading: 2005-2006